# آنیتا مارتون
آنیتا مارتون (مجاری: Márton Anita؛ زادهٔ ۱۵ ژانویهٔ ۱۹۸۹) یک ورزشکار دو و میدانی اهل مجارستان است. وی در مسابقات کشوری و بین‌المللی در مجموع برندهٔ ۱ مدال برنز شده‌است.